# 克里什鄉

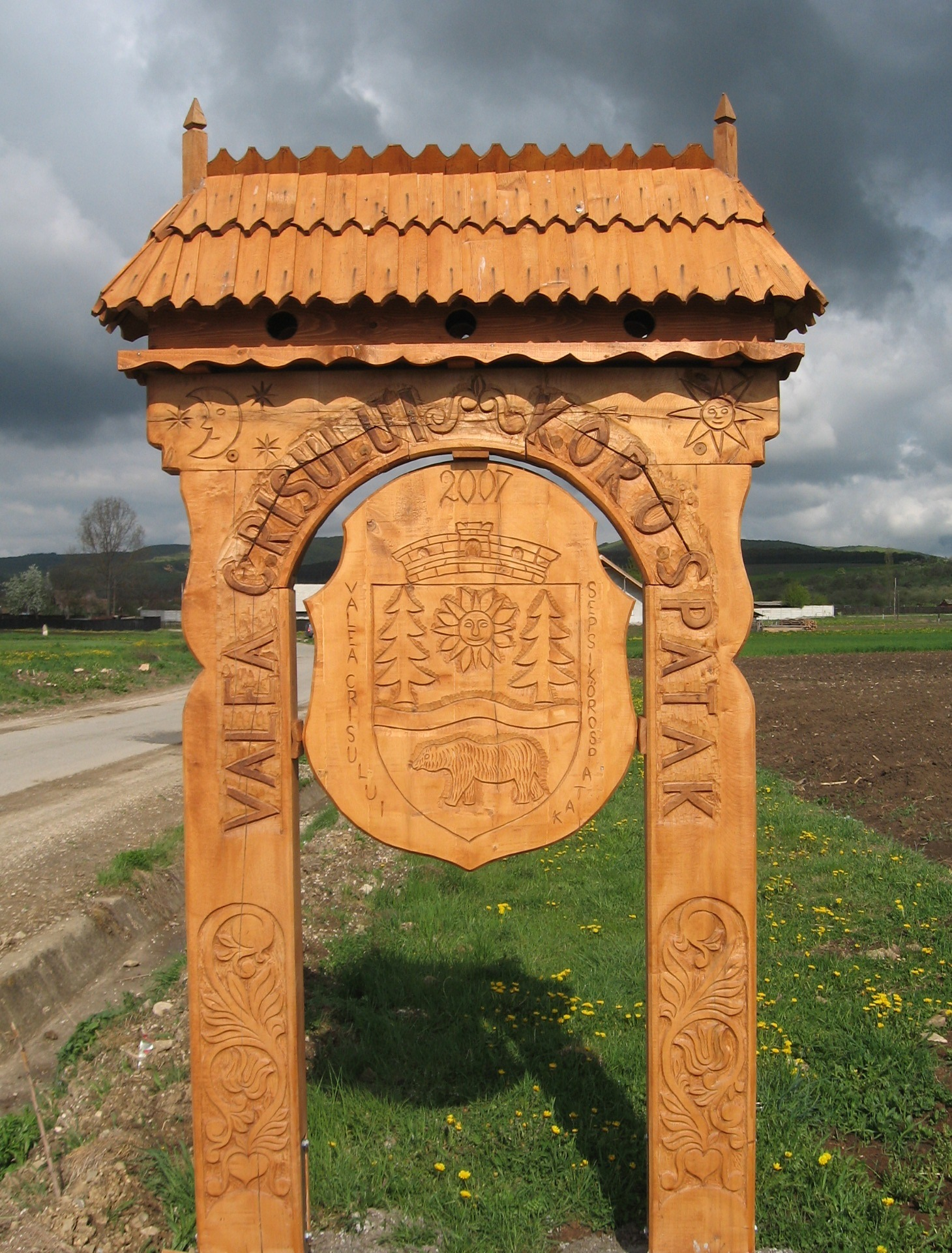

45°55′0″N 25°46′0″E / 45.91667°N 25.76667°E
克里什鄉（羅馬尼亞語：Comuna Valea Crișului, Covasna），是羅馬尼亞的鄉份，位於該國中部，由科瓦斯納縣負責管轄，面積28平方公里，海拔高度622米，2007年人口2,324，人口密度每平方公里83人。